# Escuela de Cine y Tv Septima Ars
La Escuela de Cine y TV Septima Ars es un centro de formación audiovisual ubicado en Madrid, España. Fundada en 1992, ofrece programas académicos en cine y televisión.

## Historia
Fundada en 1992 por profesionales del sector audiovisual, la escuela se dedica a la enseñanza de cine y televisión. Ha colaborado con instituciones culturales y participado en eventos como Cultuletras del Ayuntamiento de Madrid.

## Programas Académicos
La escuela imparte diplomaturas, másteres y cursos especializados en dirección, guion, producción, montaje y postproducción, entre otras disciplinas. Su enfoque es práctico y utiliza equipamiento profesional.

## Instalaciones
Cuenta con aulas equipadas, salas de postproducción y platós para la realización de prácticas audiovisuales.

## Alumnos destacados
Algunos de sus exalumnos han desarrollado carreras en la industria cinematográfica y televisiva, incluyendo:
Rodrigo Sorogoyen – Director y guionista.
Eugenio Mira – Director de cine y compositor.
Miguel Ferrari – Director y guionista.
Carolina Iglesias – Creadora de contenido digital.